# Rue René Boulanger
Die Rue René Boulanger ist eine Straße im Quartier de la Porte-Saint-Martin des 10. Arrondissements in Paris.

## Lage
Die Rue René Boulanger beginnt auf der Höhe der Nr. 16 Place de la République und endet nach 500 Metern in Höhe der Nr. 20 Boulevard Saint-Martin und der Nr. 2 rue du Faubourg-Saint-Martin. Die 12 Meter breite Straße stößt ebenfalls an ihrem Ende an die Porte Saint-Martin. In ihrem Verlauf kreuzt sie jeweils an ihrer nördlichen Seite die Rue de Lancry, die Rue Taylor, die Cité Riverin und die Rue Bouchardon.

## Namensursprung
Den Namen erhielt die Straße am 18. Dezember 1944 zu Ehren des Freiheitskämpfers René Boulanger (1901–1944). Der Gewerkschafter starb während des Zweiten Weltkriegs.

## Geschichte
Die Straße hat ihren Ursprung in dem Weg, der sich am Hügel von Saint-Martin entlang zog, am Rande der Stadtmauer von Karl V. Hier war bis 1609 eine Mülldeponie, die anlässlich der Arbeiten an den Befestigungsanlagen von Paris zu Beginn des 17. Jahrhunderts umgewandelt wurde. Nachdem die Stadtmauern an dieser Stelle ab 1670 durch den Boulevard Saint–Martin ersetzt wurden, bekam der Weg den Namen «Rue des Fossés-Saint-Martin». Nach der Nivellierung der Trasse des Boulevard (zum letzten Mal 1851) bestand ein Höhenunterschied zwischen den beiden Fahrbahnen. Der Straßenverlauf entspricht von der Porte Saint-Martin der Form der ehemaligen Bastion.
Die Straße, die im Quartier de la Porte-Saint-Martin liegt, begann ursprünglich an der Rue du Faubourg–Saint–Martin und endete an einer Deponie (französisch voirie), was ihr eine Zeitlang den Namen «Chemin de la Voirie» eintrug. Als 1758 die Deponie aufgegeben wurde, wurde die Straße verlängert und bekam den Namen «Rue basse-Saint-Martin». 1770 wurde noch einmal entlang der Allee der ehemaligen Stadtmauer verlängert bis zur Rue du Faubourg-du-Temple und bekam den Namen «Rue de Bondy».
Im Prinzip entstand die Straße zwischen 1770 und 1840 unter den Regierung Ludwig XVI. und Louis-Philippe I.

## Sehenswürdigkeiten
- Nr. 7: ehemaliges Haus des Schriftstellers Paul de Kock
- Nr. 15: hier wohnte der Pianist und Komponist Jeanne-Hypolyte Moyroud Devismes, Gattin von  Anne-Pierre-Jacques Devismes du Valgay[5]
- Nr. 17: Théâtre du Petit-Saint-Martin, das sich auf dem Gelände der ehemaligen Internationalen Mimodrama-Schule von Paris-Marcel-Marceau befindet
- Nr. 19: Bistrot Renaissance mit einer Dekoration der Belle Époque
- Nr. 20: bis 1860 Mairie des ehemaligen 5. Arrondissement
- Nr. 22: ehemaliges Hôtel particulier der Marquise de Ferrières, dann im Besitz des Marquis de Folleville, mit einer Prachttreppe aus dem 18. Jahrhundert. Hier befand sich auch die ehemalige Porzellanmanufaktur des Duc d'Angoulême.
- Nr. 26: 1870 war hier ein Panorama, wie ein Plakat von Léon Choubrac beweist.
- Nr. 30: Hôtel de Laguerre, einer Sängerin der Pariser Oper unter Ludwig XVI.
- Nr. 32: Sitz der Zeitschrift Marianne
- Nr. 44: ehemaliges Théâtre des Folies-Dramatiques, von 1862 bis Mitte des 20. Jahrhunderts
- Nr. 50/52: hier schuf Louis Daguerre seine ersten Daguerreotypien
- Nr. 54: Hôtel d’Aligre
- Nr. 56: ehemaliger Sitz der Firma Christofle, hier gründete 1842 Charles Christofle sein Unternehmen
- Nr. 60: hier wurde 1859 der Maler Georges Seurat geboren
- Nr. 62/64: Hôtel de Rosambo
- Nr. 66: Hôtel de Sechtré
- Nr. 68: Hôtel particulier des Autors und Philanthropen Baron Taylor
- Nr. 70: malerische Privatpassage Villa du Lavoir
- Nr. 90: Hôtel Ariane
- Nr. 94: ehemaliges Cabaret aus der Zeit Ludwig XIV.

Dank einer Initiative der Anwohner und Geschäfte ist die Straße «bepflanzt» worden, auch um die Zahl der Parkplätze zu verringern.

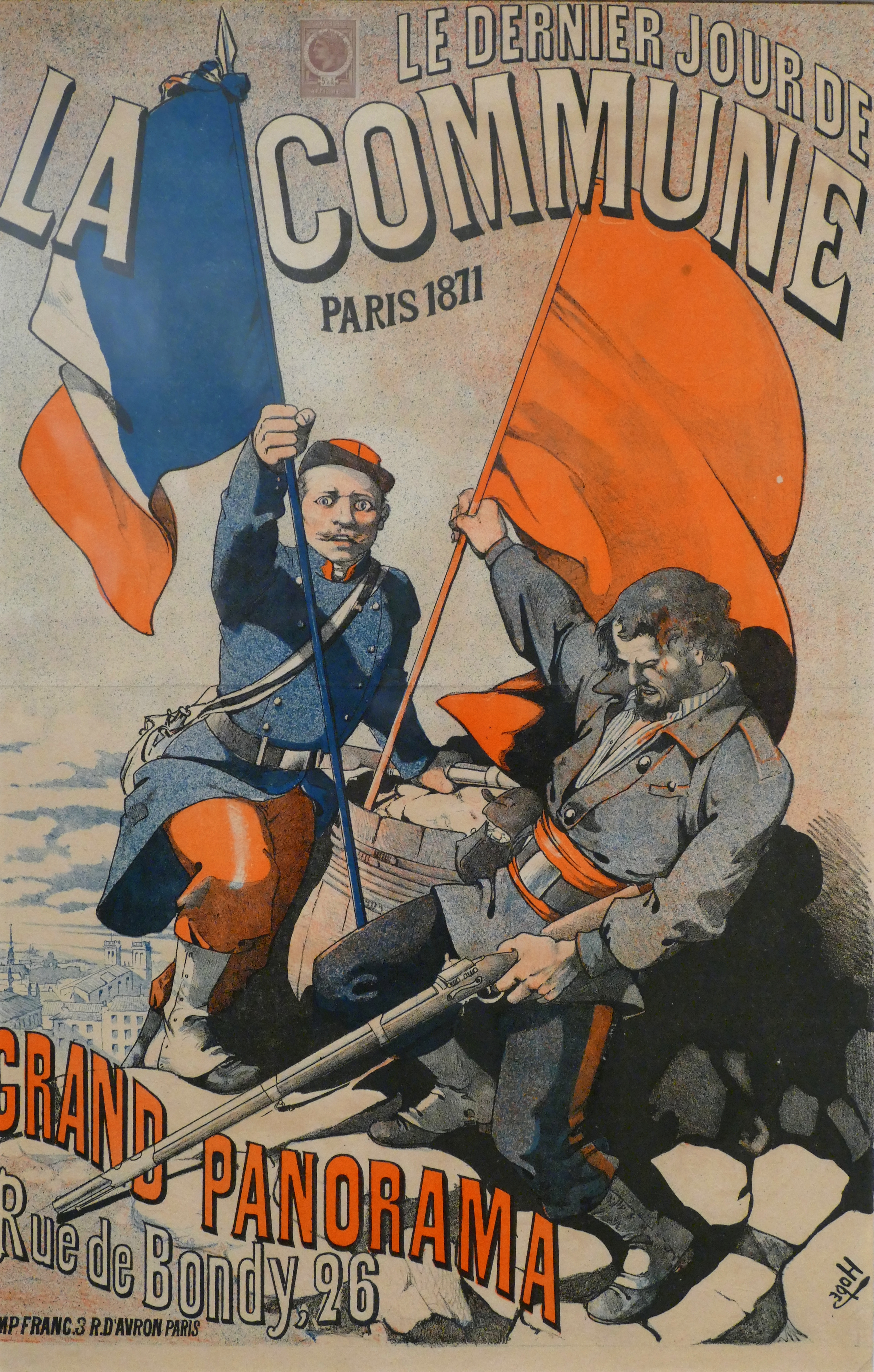
Plakat von Léon Choubrac für das Panorama in Nr. 26
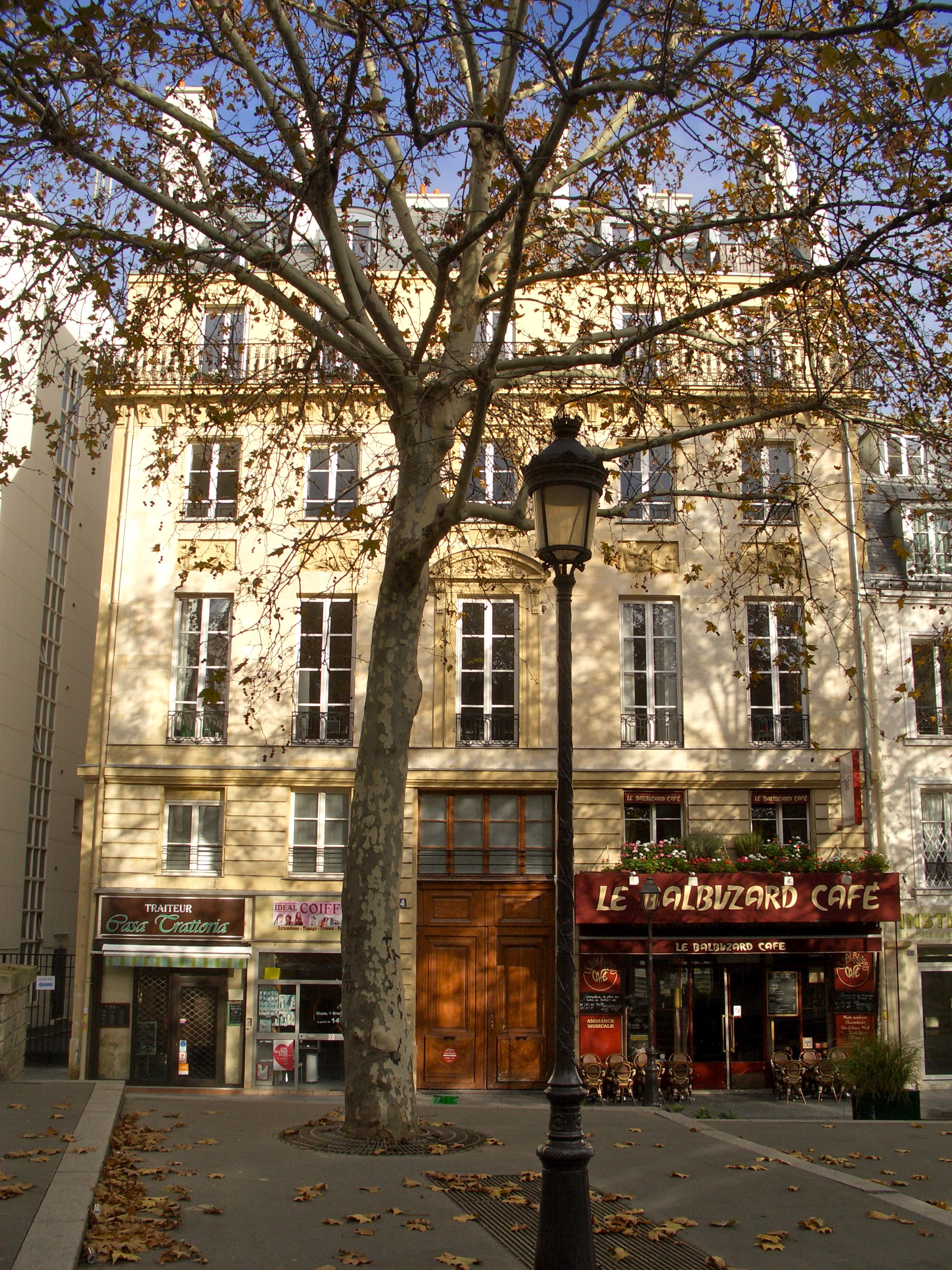
Hôtel d'Aligre
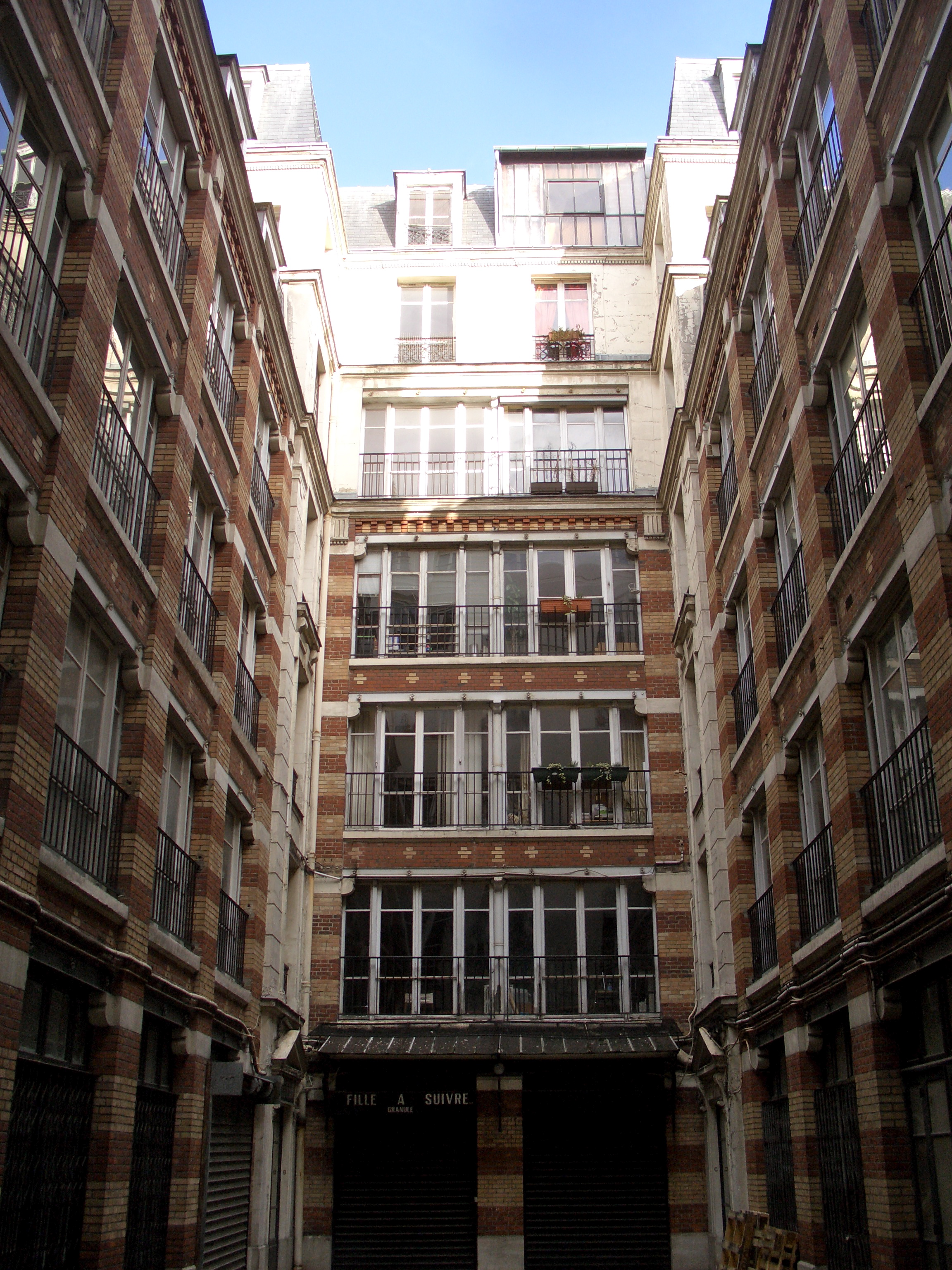
Hof des Hôtel d'Aligre
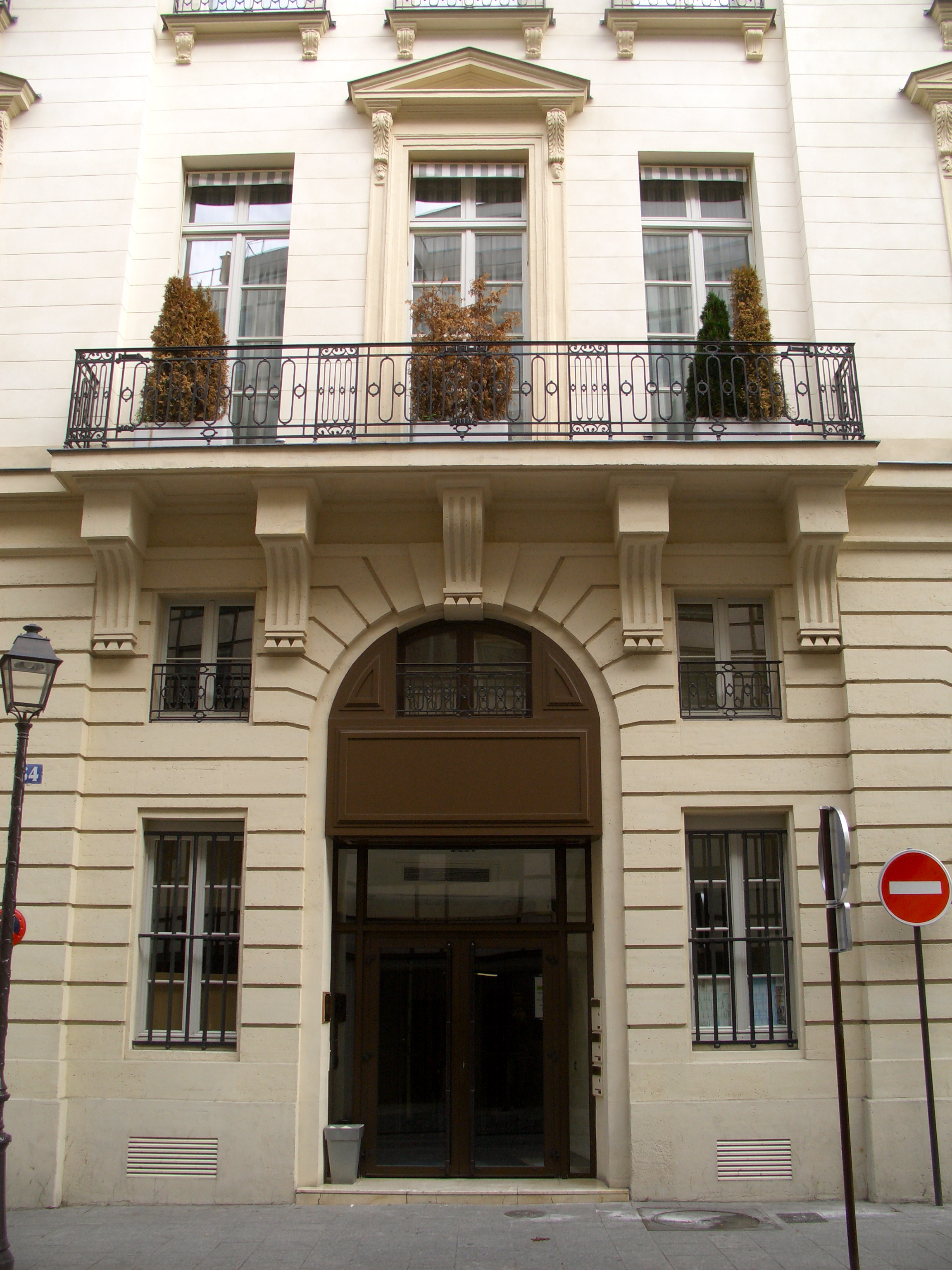
Hôtel de Rosambo
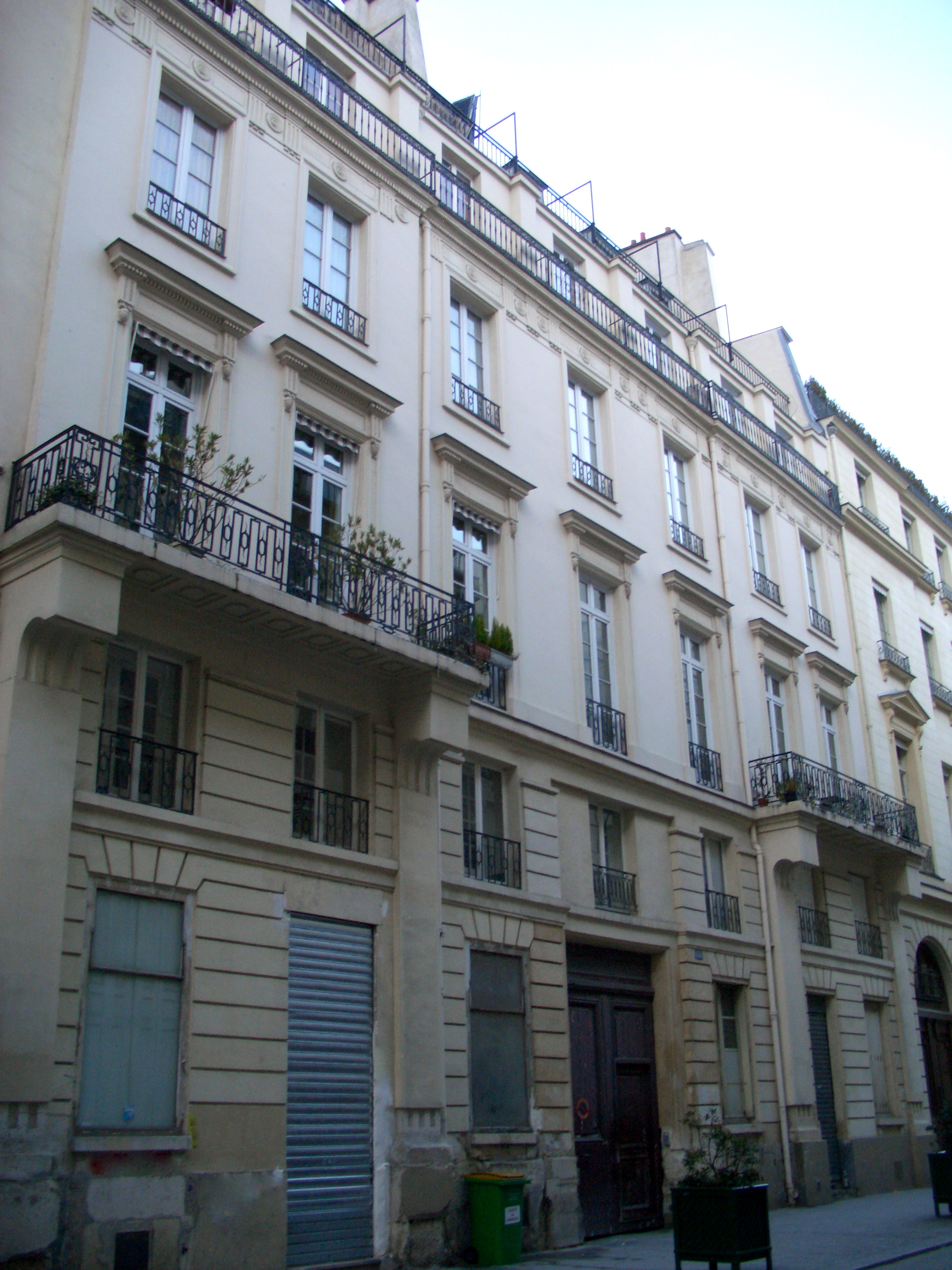
Hôtel de Sechtré
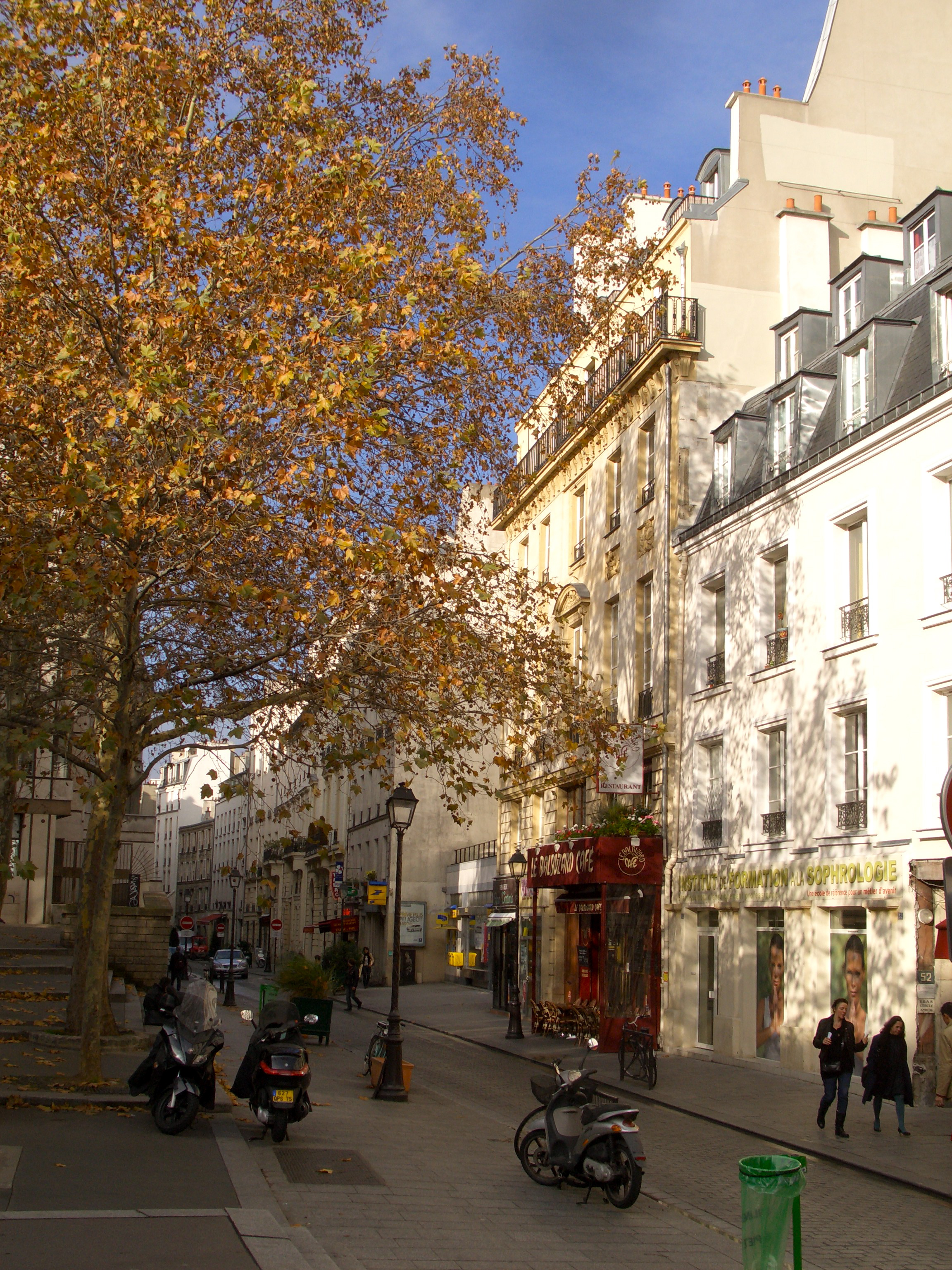
Rue René Boulanger
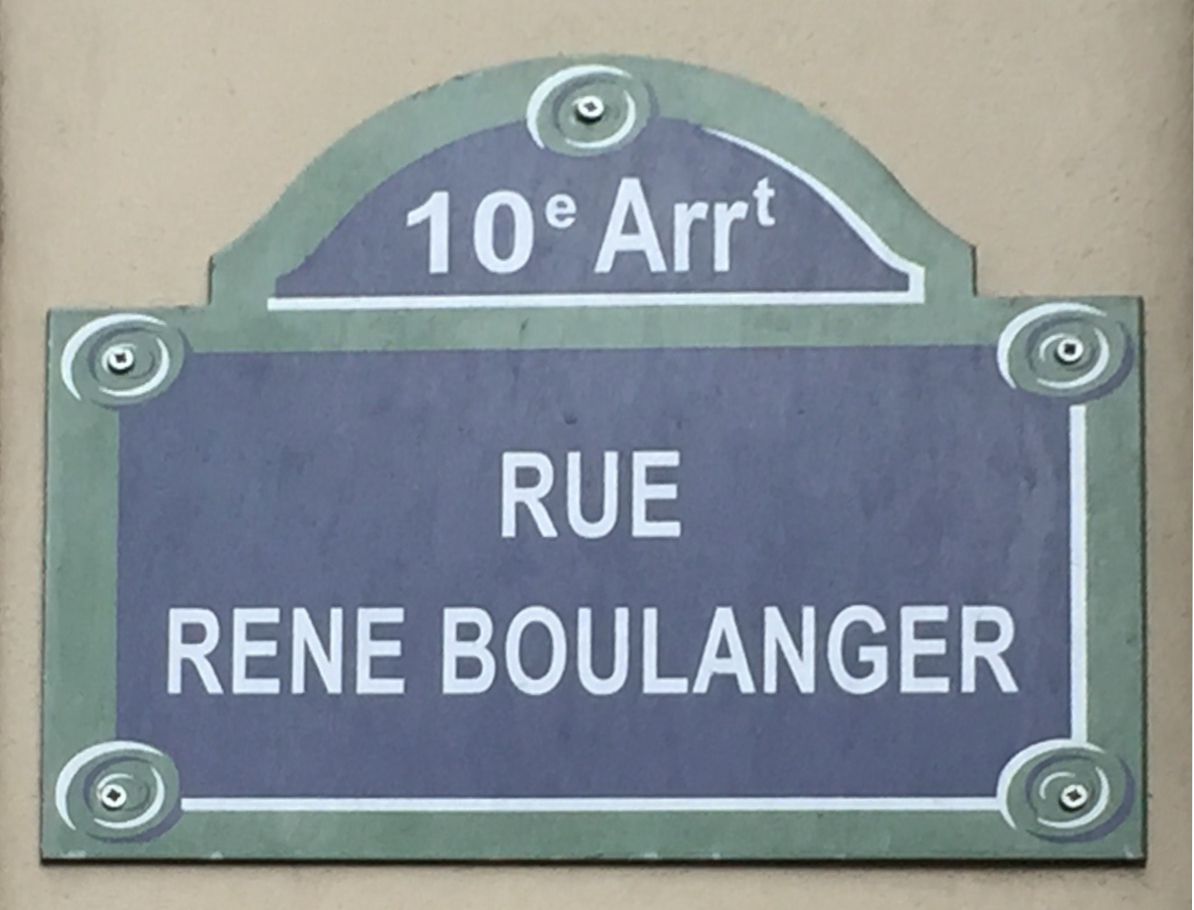